# Arthrostylidium multispicatum
Arthrostylidium multispicatum är en gräsart som beskrevs av Pilg.. Arthrostylidium multispicatum ingår i släktet Arthrostylidium och familjen gräs.
Artens utbredningsområde är Puerto Rico. Inga underarter finns listade i Catalogue of Life.